# Francisco Fermoso Blanco
Francisco Fermoso Blanco (1870-1955) fue un militar español, general de Brigada. Participó en el Golpe de Estado de 1936 contra la II República que desembocó en la guerra civil española. Fue Gobernador General de la Junta Técnica del Estado que asumió el poder en la zona bajo control de los sublevados en 1936.

## Biografía
Al inicio de la guerra, sustituyó a Dávila como gobernador civil de Burgos. Tras la creación en octubre de 1936 del Gobierno General, con sede en Valladolid, el general Fermoso fue designado por el general Franco para ocupar este cargo hasta el 4 de noviembre, cuando fue reemplazado por el general Luis Valdés Cabanillas. El gobernador general venía a ser un gobernador civil que asumía la dirección de todas las administraciones públicas en una provincia o varias, así como la jefatura superior de las fuerzas de orden público. Después fue nombrado vocal del recién creado Tribunal de Justicia Militar (1936-1939), que se encargó de juzgar y condenar a los militares que no se habían sumado a la rebelión.

## Imputado por crímenes contra la humanidad y detención ilegal
En 2008, fue uno de los treinta y cinco altos cargos del franquismo imputados por la Audiencia Nacional en el sumario instruido por Baltasar Garzón por los presuntos delitos de detención ilegal y crímenes contra la humanidad que supuestamente habrían sido cometidos durante la Guerra civil española y los primeros años del régimen de Franco. El juez declaró extinguida la responsabilidad criminal de Fermoso cuando recibió constancia fehaciente de su fallecimiento, acaecido cincuenta y tres años antes. La instrucción de la causa fue tan polémica que Garzón llegó a ser acusado de prevaricación, juzgado y absuelto por el Tribunal Supremo.